# ثلاثية الأخاديد

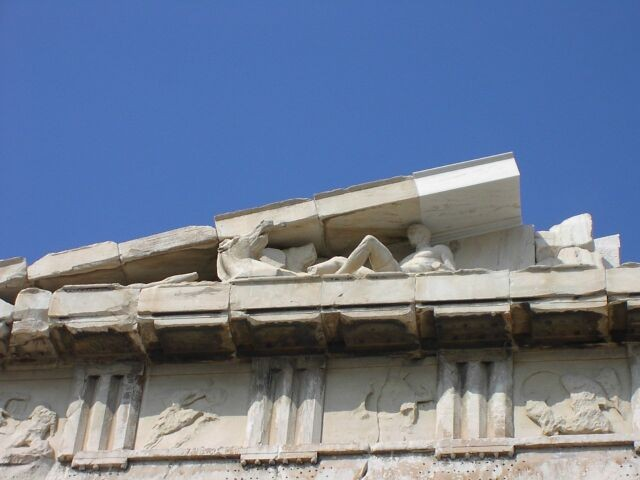
سطح المعمد للبارثينون الذي يبرز التريكليفي بين المنحوتات، حيث يظهر في حالة سيئة الجملون فوق السطح المعمد.

ثُلاثية الأخاديد أو الطَّرغليف أو مخدد ثلاثي أو الخشخان هو عنصر معماري من عناصر الإفريز في النظام الدوري في العمارة اليونانية والرومانية. مصنوع من حجر ذي شكل صغير مزين بثلاثة أخاديد رأسية (glyphs).